# مقیاس ریشتر
مقیاس ریشتر (Richter scale)، که مقیاس بزرگی ریشتر و مقیاس گوتنبرگ–ریشتر نیز نامیده می‌شود، مقیاسی برای اندازه‌گیری بزرگی زمین‌لرزه است که میزان انرژی آزاد شده در کانون زمین‌لرزه را نشان می‌دهد. این مقیاس توسط چارلز فرانسیس ریشتر با همکاری بنو گوتنبرگ توسعه یافت و در مقاله تاریخی ریشتر در سال ۱۹۳۵ ارائه شد، جایی که او آن را «مقیاس بزرگی» نامید. این مقیاس بعداً با تجدیدنظر به مقیاس بزرگی محلی تغییر نام داد و با ML یا ML  نشان داده می‌شود.
به دلیل اشکال‌ها و کاستی‌های مختلف مقیاس بزرگی محلی ریشتر، از این مقیاس دیگر برای بیان بزرگی زمین‌لرزه استفاده نمی‌شود و اکثر سازمان‌های لرزه‌نگاری اکنون از مقیاس‌های مشابه دیگری مانند مقیاس بزرگی گشتاوری (Mw ) برای گزارش بزرگی زمین لرزه استفاده می‌کنند، اما بسیاری از رسانه‌های خبری هنوز هم به اشتباه از آن به عنوان بزرگی «ریشتر» یاد می‌کنند. همه مقیاس‌های بزرگی ویژگی لگاریتمی نسخه اصلی مقیاس را حفظ کرده و برای داشتن مقادیر عددی تقریباً قابل مقایسه (به‌طور معمول در مقادیر میانی) مقیاس‌بندی شده‌اند. با توجه به تفاوت در زمین‌لرزه، درک این نکته ضروری است که مقیاس ریشتر از لگاریتم رایج صرفاً برای اینکه اندازه‌گیری‌ها قابل کنترل باشد، استفاده می‌کند؛ یعنی زمین‌لرزه‌ای با بزرگی ۳ به‌صورت ۱۰³ عمل می‌کند، در حالی که زمین‌لرزه‌ای با بزرگی ۵، معادل ۱۰۵ است و خوانش لرزه‌نگاری آن، ۱۰۰ برابر بزرگ‌تر است.

## بزرگی ریشتر
بزرگی ریشتر یک زمین‌لرزه از لگاریتم دامنه امواج ثبت‌شده توسط دستگاه لرزه‌نگار تعیین می‌شود. در این روش دامنه حرکات زمین در فاصله ۱۰۰ کیلومتری محل وقوع زمین‌لرزه توسط دستگاه لرزه‌سنج وود-اندرسون ثبت می‌شود. برای جبران تغییر در فاصله بین لرزه‌نگارهای مختلف و رومرکز زمین‌لرزه، تعدیل‌هایی در اندازه‌گیری گنجانده شده است. فرمول اصلی بزرگی ریشتر بدین صورت است:
{\displaystyle M_{\mathrm {L} }=\log _{10}A-\log _{10}A_{\mathrm {0} }(\delta )=\log _{10}[A/A_{\mathrm {0} }(\delta )],\ }
در این فرمول، A حداکثر جابه‌جایی لرزه‌نگار وود-اندرسون، تابع تجربی A0 فقط به فاصله رومرکزی ایستگاه، {\displaystyle \delta }، بستگی دارد. در عمل، برای به دست آوردن مقدار ML ، مقادیر خوانده‌شده از تمام ایستگاه‌های لرزه‌نگاری، پس از تعدیل با اصلاحات مخصوص ایستگاه میانگین‌گیری می‌شوند.
به دلیل مبنای لگاریتمی مقیاس، هر عدد کامل افزایش در بزرگی، نشان‌دهنده افزایش ده‌برابری در دامنه اندازه‌گیری‌شده است. از نظر انرژی، با هر یک عدد افزایش بزرگی، مقدار انرژی آزادشده حدود ۳۱٫۶ برابر می‌شود و و هر افزایش ۰٫۲ در مقیاس ریشتر، معادل تقریباً دو برابر شدن انرژی آزادشده است.
بزرگی محلی ریشتر به صورت لگاریتم مبنای ۱۰ دامنه موج لرزه‌ای در فاصله ۱۰۰ کیلومتری دستگاه لرزه‌نگار تعریف می‌شود. اگر بزرگی زمین‌لرزه‌ای M در مقیاس ریشتر باشد. انرژی آزادشده آن زمین‌لرزه برابر با E در یکای اِرگ خواهد بود:
معادله بالا نشان می‌دهد که اضافه شدن هر یک درجه به بزرگی زمین‌لرزه، انرژی آزاد شده آن تقریباً ۱٫۵^۱۰ یا ۳۱٫۶ برابر بیشتر می‌شود. انرژی یک زمین‌لرزه با بزرگی ۸، برابر با انرژی انفجار یک میلیارد تن تی‌اِن‌تی برآورد شده است.
زمین‌لرزه‌های با بزرگی کمتر از ۴، بارها در طول سال رخ می‌دهند؛ اما توسط انسان حس نشده و معمولاً خطری نیز به همراه ندارند. رویدادهای لرزه‌ای با بزرگی بیش از ۴٫۵ به اندازه کافی قوی هستند که توسط یک لرزه‌نگار در هر نقطه از جهان ثبت شوند، تا زمانی که حسگرهای آن در منطقه سایه زمین‌لرزه قرار نگرفته باشند.
در جدول زیر اثرات معمول زمین‌لرزه‌های با بزرگی‌های مختلف در نزدیکی رومرکز زمین‌لرزه توضیح داده شده است. اعداد جدول، مقادیر معمول هستند و ممکن است در یک رویداد آینده دقیق نباشند، زیرا شدت و اثرات زمینی نه‌تنها به بزرگی، بلکه به فاصله تا کانون زمین‌لرزه، ژرفای کانونی زمین‌لرزه در زیر کانون آن، موقعیت رومرکز و وضعیت زمین‌شناسی محل نیز بستگی دارد.
| بزرگی زمین‌لرزه | شرح            | حداکثر معمول مقیاس اصلاح‌شده شدت مرکالی | میانگین اثرات زلزله | میانگین فراوانی وقوع در سطح جهان (تخمینی) |
| -------------- | -------------- | -------------------------------------- | --- | ----------------------------------------- |
| ۱٫۹–۱٫۰        | خرد            | I                                      | ریزلرزه‌هایی که احساس نمی‌شوند یا به ندرت احساس می‌شوند، اما توسط لرزه‌نگارها ثبت می‌شوند. | به‌صورت پیوسته/چند میلیون بار در سال       |
| ۲٫۹–۲٫۰        | جزئی           | I                                      | ممکن است برخی افراد آن را احساس کنند، اما به ساخنمان‌ها آسیبی نمی‌رساند. | بیش از یک میلیون بار در سال               |
| ۳٫۹–۳٫۰        | خفیف           | II تا III                              | اغلب توسط مردم احساس می‌شود، اما به ندرت باعث آسیب می‌شود. تکان خوردن و جابه‌جایی اجسام داخل خانه می‌تواند قابل توجه باشد. | بیش از ۱۰۰٬۰۰۰ بار در سال                 |
| ۴٫۹–۴٫۰        | ملایم          | IV تا V                                | لرزش محسوس اجسام داخل ساختمان، توسط اکثر افراد در منطقه احساس می‌شود. ممکن است افراد ساکن مناطق اطراف نیز آن را احساس کنند. به‌طور کلی باعث آسیب حداقلی می‌شود. خسارات حد متوسط تا حد زیاد بسیار بعید است. برخی از اشیاء ممکن است از قفسه‌ها بیفتند یا بر زمین کوبیده شوند.                                     | ۱۰٬۰۰۰ تا ۱۵٬۰۰۰ بار در سال               |
| ۵٫۹–۵٫۰        | متوسط          | VI تا VII                              | می‌تواند باعث آسیب با شدت‌های مختلف به ساختمان‌های ضعیف شود و به‌صورت بسیار کم یا هیچ، به تمام ساختمان‌های دیگر آسیب وارد می‌شود. توسط همه احساس می‌شود. | ۱٬۰۰۰ تا ۱٬۵۰۰ بار در سال                 |
| ۶٫۹–۶٫۰        | قوی            | VII تا IX                              | آسیب به تعداد متوسطی از سازه‌های خوش ساخت در مناطق پرجمعیت. سازه‌های مقاوم در برابر زمین‌لرزه با آسیب‌های جزئی تا متوسط باقی می‌مانند. سازه‌های با طراحی ضعیف آسیب متوسط تا شدید می‌بینند. زمین‌لرزه در مناطق وسیع‌تری (تا صدها کیلومتر از کانون زمین‌لرزه) احساس می‌شود. لرزش شدید تا حد بسیار شدید در ناحیه رومرکزی. | ۱۰۰ تا ۱۵۰ بار در سال                     |
| ۷٫۹–۷٫۰        | بزرگ           | VIII یا بالاتر                         | باعث آسیب به اکثر ساختمان‌ها می‌شود، برخی از آن‌ها به‌طور جزئی یا کامل فرو می‌ریزد یا آسیب شدیدی می‌بیند. سازه‌هایی که به خوبی طراحی شده‌اند، احتمالاً آسیب خواهند دید. در فواصل بسیار دور از رومرکز زمین‌لرزه (عمدتاً تا ۲۵۰ کیلومتری) خسارت عمده‌ای رخ خواهد داد.                                                     | ۱۰ تا ۲۰ بار در سال                       |
| ۸٫۹–۸٫۰        | بسیار بزرگ     | VIII یا بالاتر                         | آسیب‌های عمده به ساختمان‌ها وارد می‌شود و سازه‌ها احتمالاً تخریب می‌شوند. به ساختمان‌های مقاوم در برابر زلزله آسیب متوسط تا سنگین وارد می‌شود. آسیب در مناطق وسیعی رخ خواهند داد و به‌صورت وسیع، مناطق اطراف را نیز تحت تأثیر قرار خواهد داد.                                                                        | یک بار در سال                             |
| ۹٫۹–۹٫۰        | فوق‌العاده بزرگ | VIII یا بالاتر                         | ویرانی کامل رخ خواهد داد، مانند آسیب شدید یا فروریختن تمام ساختمان‌ها. آسیب و لرزش شدید به مکان‌های دور گسترش می‌یابد. تغییرات دائمی در توپوگرافی زمین رخ خواهد. | یک تا سه بار در هر قرن                    |

(بر پایه منابع سازمان زمین‌شناسی ایالات متحده آمریکا.)
شدت و تعداد مرگ و میر زمین‌لرزه به عوامل مختلفی از جمله عمق زمین‌لرزه، محل کانون و تراکم جمعیت بستگی دارد و می‌تواند به‌طور گسترده‌ای متفاوت باشد.
سالانه میلیون‌ها زمین‌لرزه جزئی معادل صدها لرزه در هر ساعت از شبانه‌روز در سراسر جهان رخ می‌دهد. از سوی دیگر، زمین‌لرزه‌هایی با بزرگی ۸٫۰≥ به‌طور متوسط سالی یک بار رخ می‌دهد. زمین‌لرزه ۱۹۶۰ والدیویا در ۲۲ مه ۱۹۶۰ با بزرگی ۹٫۵ در مقیاس بزرگی گشتاوری، بزرگ‌ترین زمین‌لرزه ثبت‌شده تاریخ است.
به گفته سوزان هاف، دانشمند لرزه‌شناس، زمین‌لرزه‌ای با بزرگی ۱۰ ممکن است نشان‌دهنده حد بالای پهنه‌های قابلیت زمین‌ساختی زمین در نتیجه گسیختگی بزرگ‌ترین کمربند پیوسته گسلی (در امتداد سواحل اقیانوس آرام قاره آمریکا) باشد. در پژوهشی در دانشگاه توهوکوی ژاپن دریافتند که در صورت گسیختگی همزمان ترکیب گسل‌هایی به طول ۳٬۰۰۰ کیلومتر (۱٬۹۰۰ مایل) از درازگودال ژاپن تا درازگودال کوریل–کامچاتکا و جابه‌جایی آن‌ها به میزان ۶۰ متر (۲۰۰ فوت) (یا اگر یک گسیختگی بزرگ‌مقیاس مشابه در جای دیگری رخ دهد)، زمین‌لرزه‌ای به بزرگی ۱۰ از لحاظ نظری امکان‌پذیر است. چنین زمین‌لرزه‌ای باعث حرکت و جنبش زمین تا یک ساعت شده و در حالی که زمین هنوز می‌لرزد، سونامی به سواحل برخورد می‌کند. در صورت وقوع چینین رویدادی، احتمال این نوع زمین‌لرزه ۱ در هر ۱۰٬۰۰۰ سال خواهد بود.

## تاریخچه

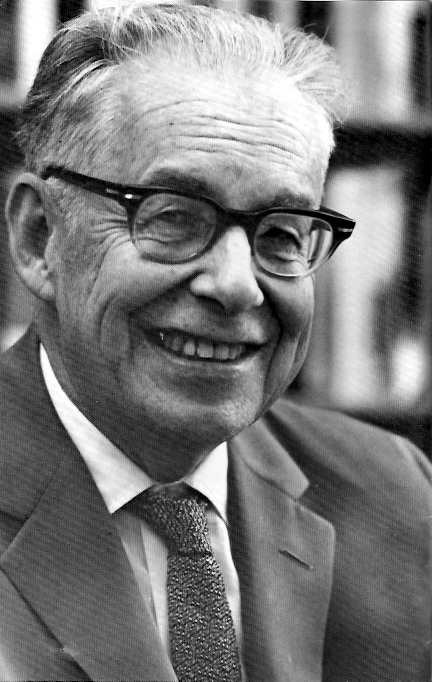
چارلز فرانسیس ریشتر (حدود ۱۹۷۰)

تا پیش از توسعه مقیاس بزرگی، تنها معیار اندازه‌گیری قدرت یا "اندازه" زمین‌لرزه، ارزیابی ذهنی از شدت لرزش مشاهده‌شده در نزدیکی رومرکز زمین‌لرزه بود که با استفاده از انواع مختلف مقیاس‌های شدت لرزه‌ای مانند مقیاس روسی–فورل اندازه‌گیری می‌شد ("اندازه" به معنای مقدار انرژی آزاد شده استفاده می‌شود، نه به اندازه ناحیه تحت تأثیر لرزش. اگرچه زمین لرزه‌های با انرژی بالاتر، بسته به زمین‌شناسی محلی، منطقه وسیع‌تری را تحت تأثیر قرار می‌دهند). در سال ۱۸۸۳، جان میلن بیان کرد که لرزش زمین‌لرزه‌های بزرگ ممکن است امواج قابل تشخیص در سراسر جهان ایجاد کند. در ۱۸۹۹ دانشمندی به نام فون ربور پاشویتز (E. Von Rehbur Paschvitz) در آلمان، امواج لرزه‌ای منتسب به زمین‌لرزه‌ای در توکیو را مشاهده کرد. در دهه ۱۹۲۰ هری او. وود و جان آگوست اندرسون لرزه‌سنج وود–اندرسون را توسعه دادند که یکی از نخستین ابزارهای کاربردی برای ثبت امواج لرزه‌ای به‌شمار می‌رود. وود سپس با حمایت مؤسسه فناوری کالیفرنیا و بنیاد کارنگی برای علوم شبکه‌ای از دستگاه‌های لرزه‌نگار را ساخت که در امتداد جنوبی کالیفرنیا کشیده شده بود. او همچنین چارلز فرانسیس ریشتر جوان و ناشناخته را برای اندازه‌گیری لرزه‌نگاری و مکان‌یابی زمین‌لرزه‌های تولیدکننده امواج لرزه‌ای به خدمت گرفت.
در سال ۱۹۳۱ کیو واداتی نشان داد که چگونه چندین زمین‌لرزه قوی در ژاپن را با استفاده از دامنه لرزش مشاهده‌شده در فواصل مختلف از کانون زمین‌لرزه اندازه‌گیری کرده است. وی سپس لگاریتم دامنه را در برابر فاصله ترسیم کرد و یک سری منحنی پیدا کرد که همبستگی تقریبی با بزرگی تخمینی زمین‌لرزه‌ها را نشان می‌داد. ریشتر برخی از مشکلات را با این روش حل کرد و سپس با استفاده از داده‌های گردآوری‌شده توسط همکارش بنو گوتنبرگ، منحنی‌های مشابهی تولید کرد و تأیید کرد که می‌توان از آنها برای مقایسه بزرگی نسبی زلزله‌های مختلف استفاده کرد.
برای تولید یک روش عملی برای تعیین یک اندازه مطلق بزرگی، پیشرفت‌های بیشتری لازم بود. نخست، برای گستره وسیعی از مقادیر ممکن، ریشتر پیشنهاد گوتنبرگ را در مورد مقیاس لگاریتمی پذیرفت، که در آن هر مرحله نشان دهنده افزایش ده برابری بزرگی است، مشابه مقیاس قدر که توسط اخترشناسان برای روشنایی ستاره استفاده می‌شود. دوم، او می‌خواست بزرگی صفر در حدود حد ادراک انسان باشد. سوم، وی لرزه‌سنج وود–اندرسون را به عنوان ابزار استاندارد برای تولید لرزه‌نگارها تعیین و مشخص کرد. سپس بزرگی به عنوان «لگاریتم حداکثر دامنه ردیابی، بیان‌شده در میکرون» که در فاصله ۱۰۰ کیلومتر (۶۲ مایل) اندازه‌گیری می‌شود، تعریف شد. مقیاس با تعریف یک لرزش بزرگی ۰ به عنوان لرزشی که (در فاصله ۱۰۰ کیلومتر (۶۲ مایل)) باعث ایجاد حداکثر دامنه ۱ میکرون (۱ میکرومتر یا ۰٫۰۰۱ میلی‌متر) را بر روی لرزه‌نگاشت ثبت‌شده توسط لرزه‌سنج پیچشی وود–اندرسون می‌شود، کالیبره کرد. در نهایت، ریشتر جدولی از اصلاحات فاصله را محاسبه کرد در آن برای مسافت‌های کمتر از ۲۰۰ کیلومتر، میرایی به شدت تحت تأثیر ساختار و ویژگی‌های زمین‌شناسی منطقه است. سرانجام در سال ۱۹۳۵ جهت تعیین انرژی آزاد شده توسط هر زمین‌لرزه، معادله‌ای توسط ریشتر و گوتنبرگ ارائه شد که میزان انرژی آزاد شده در کانون زمین‌لرزه را بر اساس لگاریتم بیشترین مقدار جابه‌جایی افقی ثبت شده توسط دستگاه لرزه‌سنج مشخص می‌کرد.
هنگامی که ریشتر مقیاس به‌دست‌آمده را در سال ۱۹۳۵ ارائه کرد، آن را (به پیشنهاد هری وود) به سادگی یک مقیاس «بزرگی» نامید. به نظر می‌رسد که عنوان مقیاس «بزرگی ریشتر» از زمانی شروع شد که پری بایرلی به مطبوعات گفت که این مقیاس ریشتر است و «باید به آن اشاره کرد.» در سال ۱۹۵۶، گوتنبرگ و ریشتر، در حالی که هنوز به «مقیاس بزرگی» اشاره می‌کنند، آن را «بزرگی محلی» نامیدند و برای متمایز کردن آن از دو مقیاس دیگری که توسعه داده بودند یعنی بزرگی موج سطحی (MS) و بزرگی موج حجمی (MB)، بزرگی محلی را با نماد ML  نشان دادند.

## ایرادها و راه حل

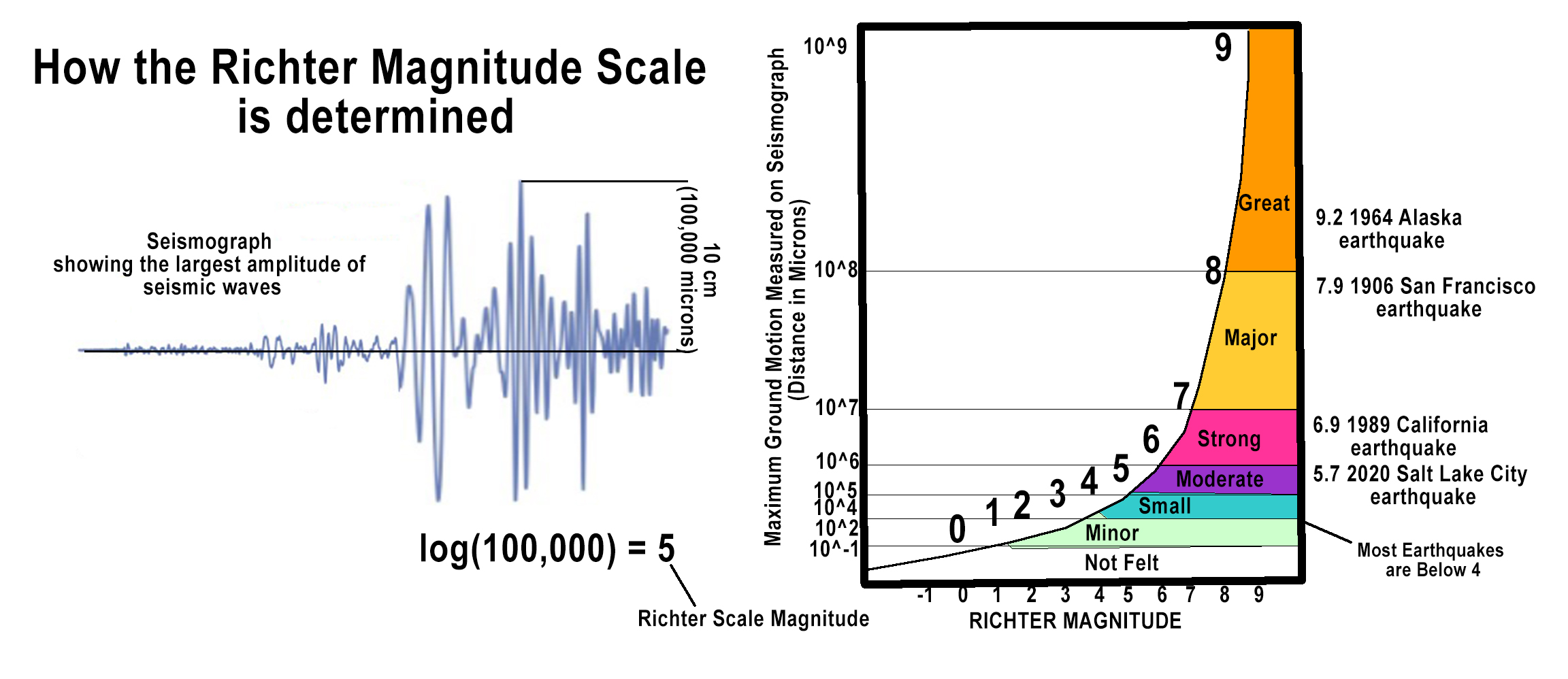
چگونگی تعیین مقیاس بزرگی ریشتر - هر چه مقدار در نمودار لگاریتمی بزرگ‌تر باشد، آسیب ایجادشده بیشتر است

مقیاس ریشتر برای متخصصان لرزه‌شناسی تنها یک معیار از معیارهای سنجش زمین‌لرزه است که بزرگی محلی زمین‌لرزه را به صورت لگاریتم بزرگ‌ترین دامنه موج ثبت‌شده روی لرزه‌نگار برحسب میکرون نسبت به دامنه استاندارد و برای فاصله ۱۰۰ کیلومتری از منشأ زمین‌لرزه تعریف می‌کند. میزان انرژی رسیده به هر نقطه از سطح زمین علاوه بر میزان انرژی آزادشده در کانون زمین‌لرزه به مجموعه عواملی نظیر عمق زمین‌لرزه (فاصله کانون زمین‌لرزه از رومرکز)، جنس خاک و … بستگی دارد. به بیان دیگر ریشتر تنها از روی دامنه بلندترین موج لرزه‌ها، بزرگی زمین‌لرزه را محاسبه می‌کند و هیچ مشخصه فیزیکی اساسی دیگری از امواج زمین‌لرزه برای محاسبه در نظر گرفته نمی‌شود. ایرادی که خود ریشتر نیز به آن اذعان داشت. ریشتر و گوتنبرگ، مقیاس خود را با بررسی گسل‌های منطقه جنوب ایالت کالیفرنیا ارائه کرده بودند. با بیشتر شدن ایستگاه‌های لرزه‌نگاری در جهان مشخص شد که مقیاس ریشتر تنها برای زمین‌لرزه‌هایی با فرکانس مشخص و در فواصل جغرافیایی محدود کاربرد دارد. در نتیجه ریشتر مقیاس کاملی برای توصیف همه‌جانبه زمین‌لرزه نیست. از همین رو خسارت‌های وارده در زمین‌لرزه‌های دارای درجه یکسان، ممکن است بسیار متفاوت باشد و پرسش و بیان مقاومت ساختمان‌ها در برابر زمین‌لرزه‌ای با بزرگی خاص در مقیاس ریشتر از نظر فنی بی‌معناست. برای حل مشکل سنجش بزرگی زمین‌لرزه، در سال ۱۹۷۰ سازمان زمین‌شناسی آمریکا، یکای مقیاس بزرگی گشتاوری (MMS، با نماد Mw ) را ارائه کرد. نتایج این یکا برای زمین‌لرزه‌های متوسط (با بزرگی گشتاوری تقریباً ۵) مشابه ریشتر است؛ اما برای زمین‌لرزه‌های بزرگ‌تر از ۵، مقیاس بزرگی گشتاوری بسیار دقیق‌تر است.